# Builders of Egypt
Builders of Egypt (en inglés: Constructores de Egipto) es un videojuego sobre desarrollo de gestión económica y construcción de ciudades ambiento en el Antiguo Egipto. Se espera que salga en 2020.
Una versión demo salió el 2 de marzo de 2020.
La historia comienza en el periodo protodinástico de Egipto, permitiendo al jugador observar el nacimiento de la civilización egipcia hasta la caída del periodo helénistico de Egipto y la muerte de Cleopatra.

## Jugabilidad
Builders of Egypt se espera que tenga similitudes con anteriores videojuegos de construcción de ciudades ambientados en el Antiguo Egipto como Faraón (desarrollado por Impressions Games) y su sucesor espiritual Immortal Cities: Children of the Nile (desarrollado por Tilted Mill Entertainment).